# Carlos Vieira
Carlos Manuel de Jesus Vieira, mais conhecido por Carlos Vieira (Lisboa, 7 de outubro de 1970), é um ator português.
Formou-se na Escola Superior de Teatro e Cinema do Instituto Politécnico de Lisboa e foi actor estagiário no Teatro Nacional D. Maria II.

## Trabalhos realizados

### Teatro
Tem trabalhado com diversos encenadores como João Mota, Alberto Lopes, São José Lapa, Carlos Afonso Pereira, Mónica Calle, Álvaro Correia e Carlos Avillez. Representou textos de William Shakespeare, Howard Barker, Christopher Marlowe, Mark Ravenhill, Eurípedes, Garcia Lorca, entre outros.

### Filmografia (cinema)
A sua actividade na área do Cinema é marcada pela participação em longas e curtas-metragens:
- Amália, Frederico Valério, de Carlos Coelho da Silva, 2008
- Maria e as Outras, Marcantónio, de José de Sá Caetano, 2004
- Antes que o Tempo Mude, António, de Luís Fonseca, 2003
- Aniversário, Ricardo, de Mário Barroso, telefilme para a SIC, 2000
- Capitães de Abril, apontador, de Maria de Medeiros, 2000
- La Reine Margot, protestant, de Patrice Chéreau, 1994

Entre as curtas em que participou destaca-se O Elevador, de Patrícia Sequeira.

### Televisão
Em produções de ficção televisiva, integrou o elenco de várias telenovelas e séries
- Queridos Papás, Semedo, TVI, 2023
- 3 Mulheres, Agente MP, David & Golias, RTP1, 2018
- A Impostora, Rafael Vale, Plural, TVI, 2016
- A Única Mulher, Nuno, Plural, TVI, 2016
- Jardins Proibidos (2014), Paulo, Plural, TVI, 2015
- Laços de Sangue, Ricardo, SP, SIC, 2010/11
- Dias Felizes, Paulo, Plural, TVI, 2010
- Olhos nos Olhos, Artur, NBP, TVI, 2008/9
- Casos da Vida (2008) - O Pedido, Luís Carlos, NBP, TVI, 2008
- Resistirei, Beto, TDN, SIC, 2008
- Chiquititas, Mateus van Bauer, TGSA, SIC, 2007/8
- Vingança, Pedro Távora, TGSA, SIC, 2006/07
- Cobras & Lagartos, Dr. Fontes, TV Globo, 2006
- Paixões Proibidas, Artur, RTP e TV Bandeirantes, RTP, 2005/6
- Mundo Meu, João Sampaio, NBP, TVI, 2005/06
- Morangos com Açúcar, Nuno Sacramento, NBP, TVI, 2003/05
- O Jogo, Tomás Vasconcelos Castro, Endemol, SIC, 2004/06
- Fúria de Viver, Jorge Nogueira, Endemol, SIC, 2001/02
- Ganância, Francisco, NBP, SIC, 2000/01
- Querido Professor, Professor Justo, Endemol, SIC, 2000
- Ajuste de Contas, Sales, NBP, RTP, 2000
- A Lenda da Garça, Alexandre, NBP, RTP, 1999
- Médico de Família, Endemol, SIC, 1998
- Diário de Maria, Jorge dos Santos Vieira, RTP, 1998